# Pugnac
Pugnac (okzitanisch: gleichlautend) ist eine französische Gemeinde mit 2.417 Einwohnern (Stand: 1. Januar 2022) im Département Gironde in der Region Aquitanien. Sie gehört zum Arrondissement Blaye und zum Kanton L’Estuaire. Die Einwohner werden Pugnacais genannt.

## Lage
Pugnac liegt etwa 27 Kilometer nordnordöstlich von Bordeaux in der historischen Provinz Angoumois und in der Kulturlandschaft der Charente. Umgeben wird Pugnac von den Nachbargemeinden Saint-Vivien-de-Blaye im Norden, Civrac-de-Blaye im Nordosten, Cézac im Osten, Tauriac im Süden, Lansac im Südwesten, Mombrier im Westen sowie Teuillac im Nordwesten.

## Bevölkerungsentwicklung
| Jahr                       | 1962 | 1968 | 1975 | 1982 | 1990 | 1999 | 2006 | 2020 |
| Einwohner                  | 784  | 820  | 1120 | 1610 | 1875 | 1893 | 1957 | 2354 |
| Quellen: Cassini und INSEE |      |      |      |      |      |      |      |      |

## Sehenswürdigkeiten
- Kirche Saint-Sulpice in Lafosse aus dem 11./12. Jahrhundert, Monument historique
- Kirche Notre-Dame, 1861 erbaut
- Kapelle Saint-Urbain

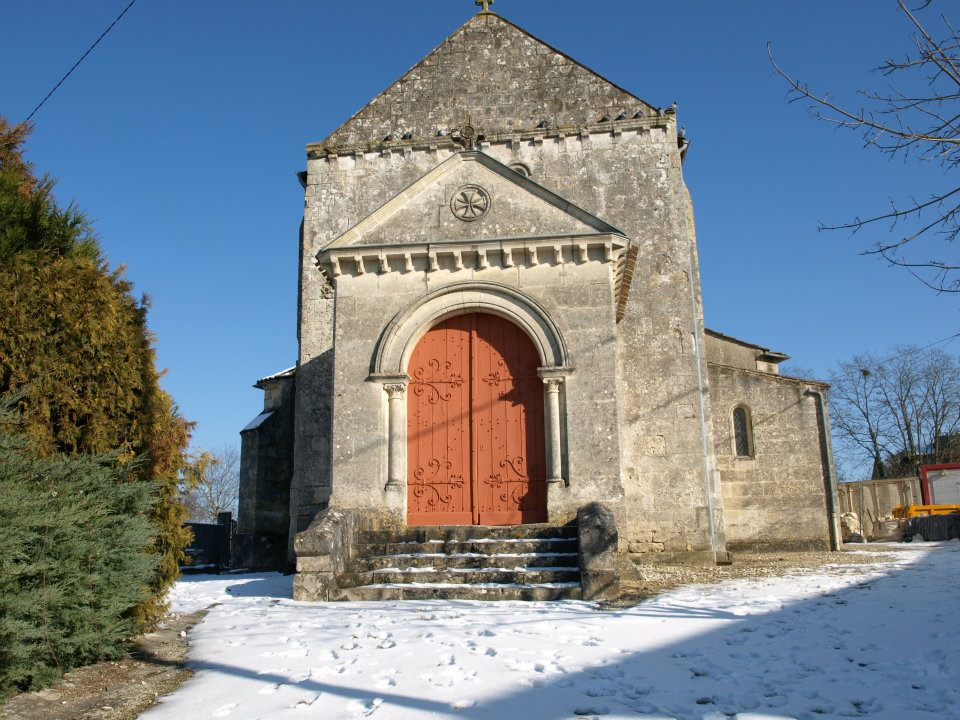
Kirche Saint-Sulpice
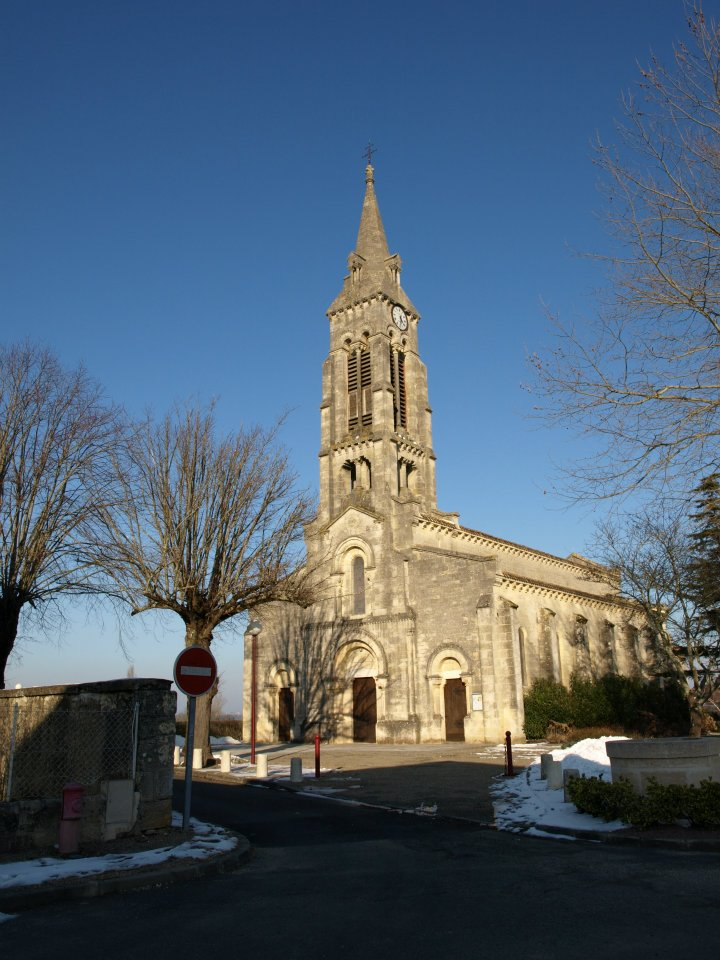
Kirche Notre-Dame
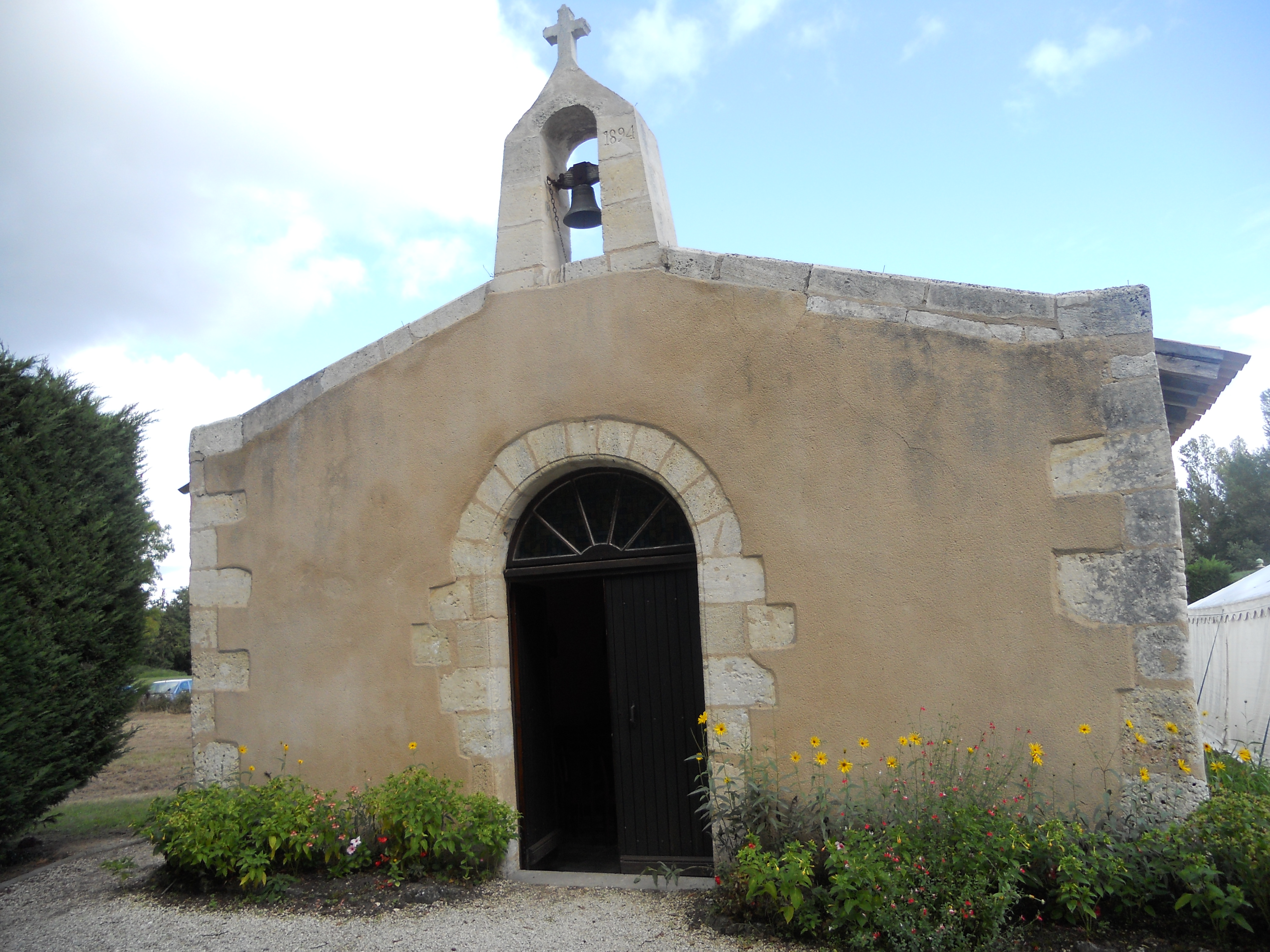
Kapelle Saint-Urbain

## Gemeindepartnerschaft
Mit der französischen Gemeinde Saint-Mamet-la-Salvetat im Département Cantal (Region Auvergne) besteht eine Partnerschaft.